# Sérac (rivière)
Pour les articles homonymes, voir sérac (homonymie).
Le Sérac est une rivière du sud-ouest de la France, c'est un affluent de l'Avance donc un sous-affluent de la Garonne.

## Géographie
De 15,7 km de longueur, le Sérac prend sa source dans la forêt des Landes sur la commune de Romestaing en Lot-et-Garonne sous le nom de ruisseau de Lascoutures et se jette dans l'Avance commune de Gaujac.

### Département et communes traversés
- Lot-et-Garonne : Romestaing, Cocumont, Marcellus, Montpouillan, Gaujac.

## Principaux affluents
- Ruisseau de Pédeloup : 2,5 km
- Ruisseau de Gouts : 3,7 km
- Ruisseau de Martillac : 2,8 km